# Piero Pollaiuolo

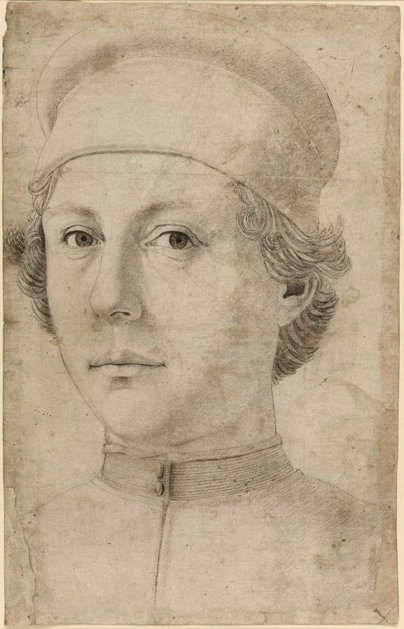
Retrato de un hombre joven, atribuido a Piero del Pollaiuolo (Getty Center, Los Ángeles).

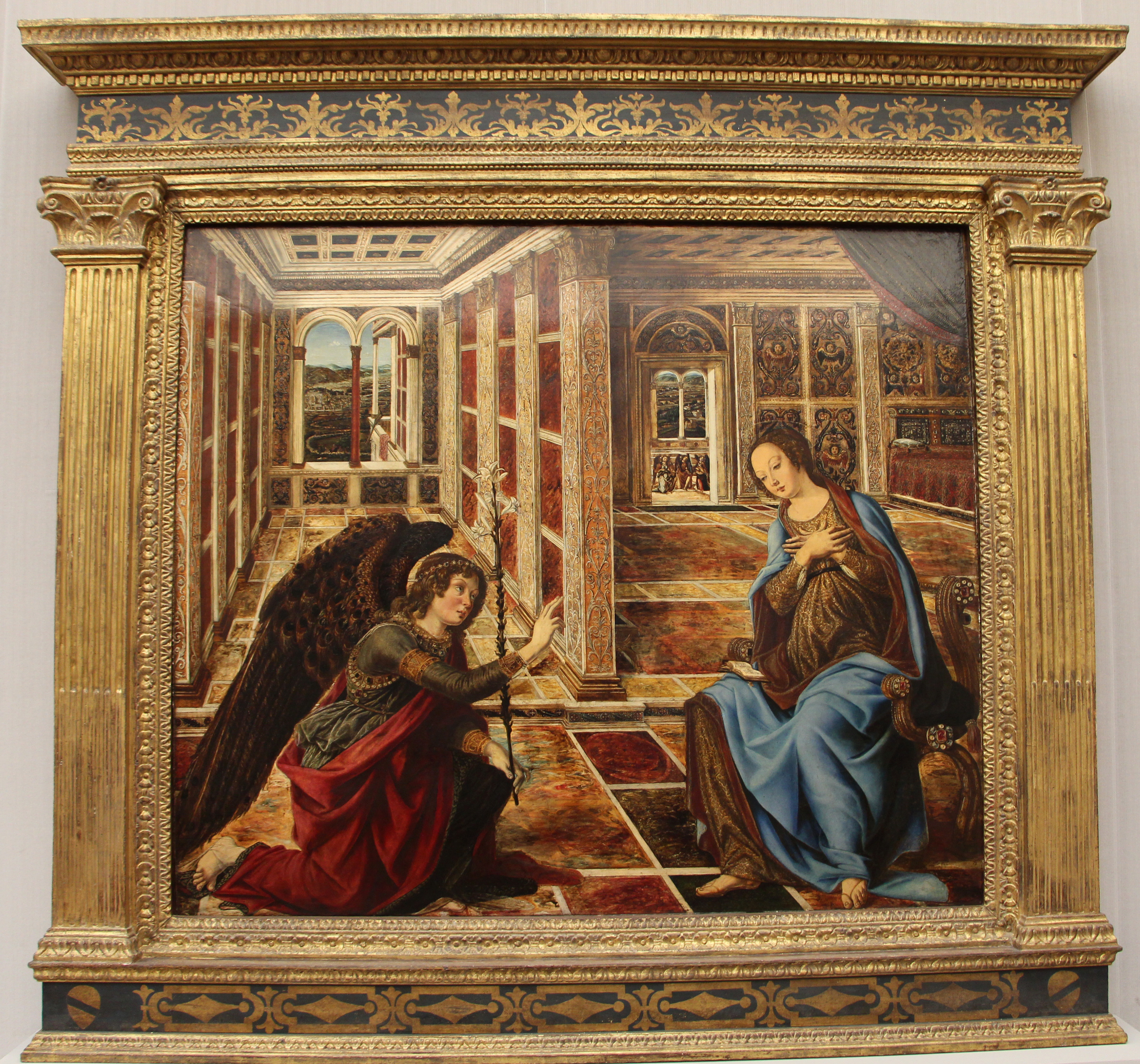
Anunciación (Gemäldegalerie de Berlín).

Piero Benci (Florencia, 1441 – Roma, 1496), más conocido por sus apodos Piero Pollaiolo o Piero del Pollaiuolo, fue un pintor cuatrocentista italiano.
Mucho más conocido fue —y aún es— su hermano Antonio Pollaiuolo. Con frecuencia trabajaron juntos, de tal modo que en ocasiones es difícil atribuirles las obras exclusivamente. Las obras de ambos muestran influencia clásica e interés por la anatomía humana; los hermanos llevaron a cabo disecciones para mejorar su conocimiento de la materia.
En cuanto a Piero Benci (o Piero Pollaiuolo), está acreditado como notable retratista al óleo, habiendo realizado también los retablos para la iglesia de San Miniato en Florencia (1467) y la Coronación de la Virgen en la iglesia de San Giminiano (c. 1483).
Vasari incluyó una biografía de los hermanos Pollaiuolo en su Vite.
|  |  |